# Brendan Galloway
Brendan Joel Zibusiso Galloway, noto semplicemente come Brendan Galloway (Harare, 17 marzo 1996), è un calciatore inglese naturalizzato zimbabwese, difensore del Plymouth.

## Caratteristiche tecniche
È un terzino sinistro, dotato di buona corsa e resistenza fisica, inoltre può giocare anche da difensore centrale.

## Carriera

### Club

#### Inizi con il MK Dons e l'approdo all'Everton
Prodotto del settore giovanile del Milton Keynes Dons, approda in prima squadra dove fa il suo esordio ufficiale il 12 novembre 2011, a soli 15 anni e 8 mesi, in un match di FA Cup, risultando il più giovane esordiente della storia del club.
Nell'agosto 2014 passa all'Everton, dove firma per cinque anni; inizia la sua avventura con i toffees nella squadra riserve, per poi esordire il 16 maggio 2015 in una trasferta contro il West Ham, dove gioca da titolare tutti e 90 i minuti. Il 10 dicembre seguente rinnova per altri cinque anni il suo contratto.
Il 22 agosto 2016 passa al West Bromwich in prestito annuale.

### Nazionale
Galloway ha fatto tutta la trafila delle nazionali giovanili inglesi fino ad arrivare in Under-21.

## Statistiche

### Presenze e reti nei club
Statistiche aggiornate al 28 agosto 2016.
| Stagione        | Squadra         | Campionato      | Campionato | Campionato | Coppe nazionali | Coppe nazionali | Coppe nazionali | Coppe continentali | Coppe continentali | Coppe continentali | Altre coppe | Altre coppe | Altre coppe | Totale | Totale |
| Stagione        | Squadra         | Comp            | Pres       | Reti       | Comp            | Pres            | Reti            | Comp               | Pres               | Reti               | Comp        | Pres        | Reti        | Pres   | Reti   |
| --------------- | --------------- | --------------- | ---------- | ---------- | --------------- | --------------- | --------------- | ------------------ | ------------------ | ------------------ | ----------- | ----------- | ----------- | ------ | ------ |
| 2011-2012       | MK Dons         | FL1             | 1          | 0          | FACup+CdL       | 1+0             | 0               | -                  | -                  | -                  | -           | -           | -           | 2      | 0      |
| 2012-2013       | MK Dons         | FL1             | 1          | 0          | FACup+CdL       | 1+0             | 0               | -                  | -                  | -                  | -           | -           | -           | 2      | 0      |
| 2013-2014       | MK Dons         | FL1             | 8          | 0          | FACup+CdL       | 3+1             | 1+0             | -                  | -                  | -                  | FLT         | 1           | 0           | 13     | 1      |
| Totale MK Dons  | Totale MK Dons  | Totale MK Dons  | 10         | 0          |                 | 6               | 1               |                    |                    |                    |             | 1           | 0           | 17     | 1      |
| 2014-2015       | Everton         | PL              | 2          | 0          | FACup+CdL       | 0               | 0               | UEL                | 0                  | 0                  | -           | -           | -           | 2      | 0      |
| 2015-2016       | Everton         | PL              | 15         | 0          | FACup+CdL       | 2+2             | 0               | -                  | -                  | -                  | -           | -           | -           | 19     | 0      |
| Totale Everton  | Totale Everton  | Totale Everton  | 17         | 0          |                 | 4               | 0               |                    | 0                  | 0                  |             |             |             | 21     | 0      |
| 2016-2017       | West Bromwich   | PL              | 1          | 0          | FACup+CdL       | 0+1             | 0               | -                  | -                  | -                  | -           | -           | -           | 2      | 0      |
| Totale carriera | Totale carriera | Totale carriera | 28         | 0          |                 | 11              | 1               |                    | 0                  | 0                  |             | 1           | 0           | 40     | 1      |

## Palmarès

### Club

#### Competizioni nazionali
- Football League One: 1

Plymouth: 2022-2023